# Glenn Strömberg
Glenn Peter Strömberg (Göteborg, Suecia, 5 de enero de 1960) es un exfutbolista y comentarista de fútbol sueco que se desempeñó como mediocampista. Fue internacional con la selección de Suecia.

## Clubes
| Club         | País     | Año         |
| ------------ | -------- | ----------- |
| IFK Göteborg | Suecia   | 1976 - 1983 |
| SL Benfica   | Portugal | 1983 - 1984 |
| Atalanta     | Italia   | 1984 - 1992 |

## Trayectoria en equipos
El espigado medio sueco comenzó su carrera en 1976, de la mano del IFK Göteborg, alcanzando el punto álgido en el 82, ya que el equipo sueco se impuso a doble partido al Hamburgo S.V. en la final de la Copa de la UEFA 1981-82 con un resultado global de 4-0. A esta copa internacional, se le añade una Allsvenskan en 1982 y una Svenska Cupen de la temporada 81-82.
En 1983, y tras 97 partidos y 2 goles, Strömberg puso rumbo al Sport Lisboa e Benfica luso, aunque solo estaría una temporada, en donde marcaría 10 goles en 32 partidos, que ayudarían al club a ganar la Primeira Liga.
Tras abandonar el club lisboeta, fue contratado por el Atalanta Bergamasca Calcio, donde permanecería ocho años, convirtiéndose en capitán y emblema del cuadro bergamasco. Allí compartió vestuario con jugadores de la talla de Claudio Caniggia o el brasileño Evair.
Además, en 1985, a Glenn Strömberg le fue otorgado el Guldbollen, premio al mejor jugador sueco del año.

## Estilo de juego
Pese a ser un mediocentro defensivo, Strömberg tenía llegada al área, iniciando la jugada o entrando en segunda línea. Su carácter y carisma, le valieron llevar el brazalete de capitán. En el Atalanta Bergamasca Calcio portaba el número 7.

## Selección nacional
Fue internacional con la Selección de fútbol de Suecia, donde jugó 52 partidos internacionales y anotó siete goles. Con Suecia participó en la Copa Mundial en Italia 1990, donde anotó el gol escandinavo en la derrota de su selección por 2 a 1 ante Escocia en Génova. Suecia se encuadró en el Grupo C con la mencionada Escocia, Brasil y Costa Rica, cayendo eliminada en la primera fase.